# Bavorský kraj

Mapa Bavorského kraje

Bavorský kraj či Bavorský říšský kraj (německy Bayerischer Reichskreis, latinsky Circulus Bavaricus, anglicky Bavarian circle) byl jedním z deseti krajů Svaté říše římské. Existoval v letech 1500–1806, tedy po celou dobu trvání říšských krajů jako správní instituce. Převažoval v něm jednoznačně katolický charakter, ovšem v rámci katolického tábora býval místem politických střetů mezi habsburským a wittelsbašským mocenským blokem. To se nejsilněji projevilo za válek o dědictví španělské, rakouské a bavorské. Mezi lety 1521 a 1806 pořádal kraj celkem 252 zasedání krajských stavů.

## Členové
Vysvětlivky: K – území či instituce, jejíž představil byl říšským knížetem, V – knížectví, jehož panovník měl virilní hlas v radě říšských knížat říšského sněmu

### Lavice duchovních stavů (Geistliche Bank)
- Salcburské arcibiskupství, K; V (r. 1803 přešlo k Rakouskému kraji) – drželo úřad krajského direktora
- Pasovské biskupství, K; V
- Freisinské biskupství, K; V
- Řezenské biskupství, K; V
- Berchtesgadenské proboštství, K; V
- Opatství svatého Jimrama (St. Emmeram) v Řezně, K (knížecí opatství od r. 1731)
- Opatství Niedermünster v Řezně, K
- Opatství Obermünster v Řezně, K

### Lavice světských stavů (Weltliche Bank)
- Bavorské vévodství, K; V (od r. 1623 kurfiřtství, od r. 1777 v držení falcko-neuburské větve Wittelsbachů, r. 1787 přešlo na falcko-zweibrückenskou větev, od 1. ledna 1806 království)
- Falcko-neuburské vévodství, K; V (od r. 1742 v držbě falcko-sulcbašské větve rodu)
- Falcko-sulcbašské knížectví, K
- Okněžněné lankrabství Leuchtenberg, K; V (po vymření Leuchtenbergů 1646-1705 bavorské, r. 1708 císařem uděleno knížatům Lambergům, kteří spolu s ním získali hlas v krajském sněmu a r. 1709 také virilní hlas v radě říšských knížat říšského sněmu, po míru v Rastattu r. 1714 se lankrabství vrátilo Bavorsku
- Okněžněžněné hrabství Sternstein, K; V (zasedalo od r. 1742, patřilo rodu Lobkowiczů)
- Hrabství Haag (hrabstvím od r. 1509, od r. 1567 patřilo Bavorsku, v l. 1777-79 krátce pod vládou hraběte Andreje Hadíka z Futáku)
- Hrabství Ortenburg
- Panství Ehrenfels (drželi jej svobodní páni von Stauff zu Ehrenfels, od r. 1568 patřilo Falcko-Neubursku)
- Panství Pyrbaum a Sulzbürg (po vymření hrabat z Wolfsteinu r. 1740 připadla Bavorsku)
- Hrabství/panství Hohenwaldeck (v držení hrabat ze Sandizellu, od r. 1516 pánů z Maxlreinu, za nich od r. 1637 opět hrabstvím, od r. 1734 bavorské)
- Říšské panství/hrabství Breitenegg (po vymření pánů z Wildensteinu r. 1592 bavorské, v r. 1624 darováno maršálu Tillymu, za něj r. 1635 povýšeno na říšské hrabství, po smrti posl. hraběte Ferdinanda von Tilly r. 1724 se léna dostalo zpět do bavorských rukou, allod ovšem sňatkem přešel na svobodné pány z Gumppenbergu, r. 1792 prodáno Bavorsku
- Říšské město Řezno

### V průběhu 16. století zrušené hlasy
Některá teritoria záhy zanikla a hlas na sněmu se neudržel ani v rukou nových pánů
- Biskupství Chiemsee, K - pro chybějící říšskou bezprostřednost jej zabral salcburský arcibiskup
- Opatství Waldsassen, K - r. 1543 připadl i s celým knížectvím Falcku-Neubursku, 1803 definitivně sekularizován
- Opatství Rott na Innu - zabráno Bavorskem
- Svobodné panství Degenberg - zabráno Bavorskem